# V (Vanessa-Hudgens-Album)
V ist das erste Studioalbum der US-amerikanischen Sängerin Vanessa Hudgens. Es erschien am 26. September 2006 unter dem Label Hollywood Records. Als Singles wurden die Lieder Come Back to Me, Say OK und Let's Dance veröffentlicht.

## Hintergrund
Hudgens unterschrieb den Plattenvertrag mit Hollywood Records Anfang 2006, nachdem sie in High School Musical nicht nur als Schauspielerin zu sehen, sondern erstmals auch als Sängerin zu hören war. Daraufhin wurde das Album im Sommer 2006 aufgenommen und am 26. September 2006 in den Vereinigten Staaten veröffentlicht. In Deutschland erfolgte die Veröffentlichung am 9. Februar 2007.

## Singleauskopplungen
Mit Come Back to Me wurde am 25. August 2006 die erste Single des Albums veröffentlicht. Sie belegte Platz 55 in den Billboard Hot 100 und Platz 58 der Charts in Deutschland. Die zweite Single Say OK, welche am 27. März 2007 erschien, belegte Platz 61 der Billboard Hot 100. Im zugehörigen Musikvideo ist auch Hudgens’ damaliger Partner Zac Efron zu sehen. Als dritte Single wurde Let's Dance veröffentlicht.

## Titelliste
| 1.  | Come Back to Me            | Antonina Armato, Tim James, Peter Beckett, J.C. Crowley | 2:47 |
| 2.  | Let Go                     | Andrew Bojanic, Elizabeth Hooper, Ivy Levan             | 2:48 |
| 3.  | Say OK                     | Arnthor Birgisson, Savan Kotecha                        | 3:41 |
| 4.  | Never Underestimate a Girl | Matthew Gerrard, Robbie Nevil                           | 3:01 |
| 5.  | Let's Dance                | Matthew Gerrard, Jonas Jeberg, Bridget Benenate         | 2:52 |
| 6.  | Drive                      | Leah Haywood, David Norland                             | 3:25 |
| 7.  | Afraid                     | Tim James, Leah Haywood, Bradley Spalter                | 3:17 |
| 8.  | Promise                    | Tim James, Leah Haywood, Shelly Peiken                  | 3:16 |
| 9.  | Whatever Will Be           | Savan Kotecha, Carl Falk, Jake Schulze                  | 3:47 |
| 10. | Rather Be with You         | Andrew Bojanic, Elizabeth Hooper, Ivy Levan             | 3:33 |
| 11. | Psychic                    | Johnny Vieira                                           | 3:01 |
| 12. | Lose Your Love             | Johnny Vieira                                           | 3:01 |
|     | Deluxe-Edition             |                                                         |      |
| 13. | Too Emotional              | Antonina Armato, Tim James, Nicky Scappa                | 2:50 |
| 14. | Drip Drop                  | Alex Cantrall                                           | 3:34 |
| 15. | Don't Talk                 | Antonina Armato, Tim James, Nicky Scappa                | 2:37 |
| 16. | Make You Mine              | Matthew Gerrard, Kara DioGuardi                         | 3:38 |

## Kommerzieller Erfolg

### Chartplatzierungen
| ChartsChartplatzierungen       | Höchstplatzierung | Wochen |
| ------------------------------ | ----------------- | ------ |
| Vereinigte Staaten (Billboard) | 24 (32 Wo.)       | 32     |
| Vereinigtes Königreich (OCC)   | 86 (4 Wo.)        | 4      |

### Auszeichnungen für Musikverkäufe
| Land/Region               | Auszeichnungen für Musikverkäufe (Land/Region, Auszeichnung, Verkäufe) | Verkäufe |
| ------------------------- | ---------------------------------------------------------------------- | -------- |
| Argentinien (CAPIF)       | Platin                                                                 | 8.000    |
| Vereinigte Staaten (RIAA) | Gold                                                                   | 500.000  |
| Insgesamt                 | 1× Gold · 1× Platin ·                                                  | 508.000  |